# AC Cesena

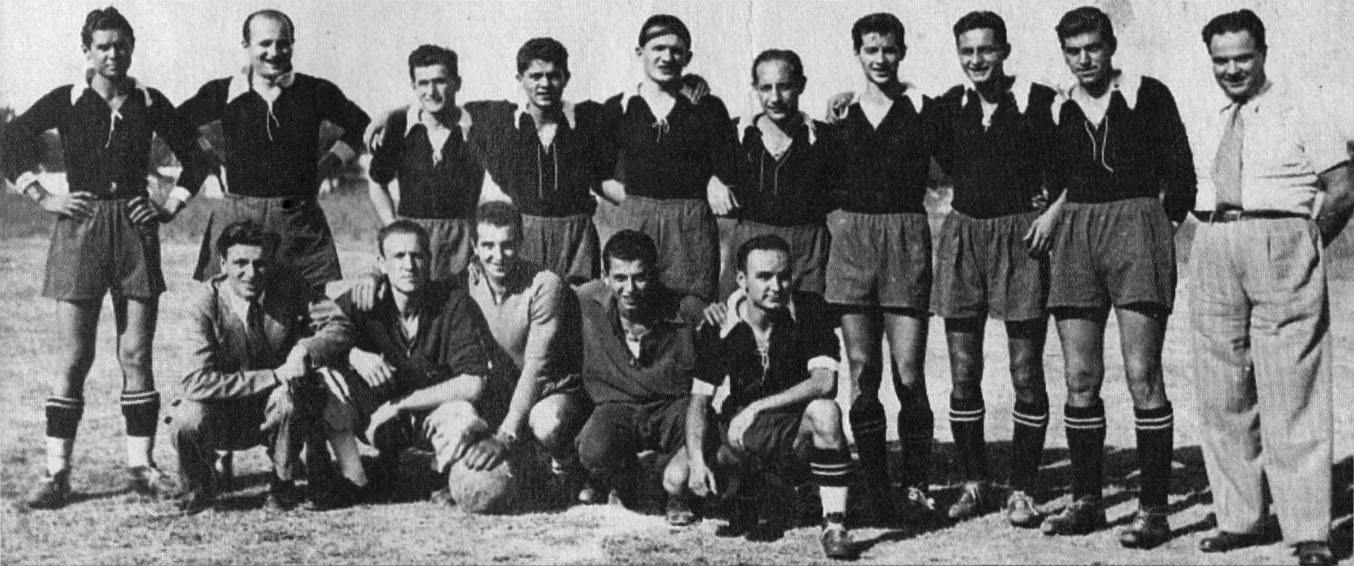
Associazione Calcio Cesena 1940-41

Associazione Calcio Cesena är en fotbollsklubb från Cesena i Italien. Klubben har tidigare spelat i Serie A. Cesena spelar säsongen 2020/2021 i Serie B. Klubben grundades 1940. Klubbfärgerna är vit och svart.